# Football club de Grenoble rugby
Il Football club de Grenoble rugby (talora abbreviato in FC Grenoble) è un club francese di rugby a 15 di Grenoble (Isère). Fondato nel 1892, il club milita oggi, dopo la promozione nel 2012, nel Top 14, la prima divisione di rugby francese.
 
La squadra disputa i suoi incontri interni allo Stade des Alpes, con una capacità di 20.068 spettatori, e i suoi colori sociali sono il blu e il rosso.
Il Grenoble vanta un titolo di campione di Francia conquistato nel 1954 e ne fu privato nel 1993 a seguito di un errore arbitrale ed una Coppa nazionale 1987.

## Storia

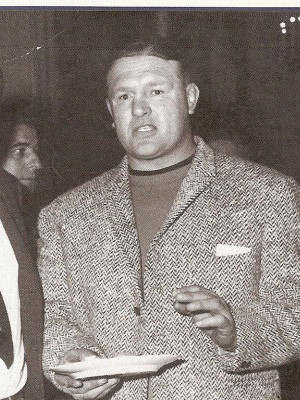
Sergio Lanfranchi

Nel 1954 il Grenoble, allora guidato da Roger Bouvarel, scrisse la più bella pagina nella storia del club: in tale occasione diventò infatti campione di Francia dopo la vittoria 5-3 contro il Cognac.
Sergio Lanfranchi fu tra le pedine più importanti che condussero il Grenoble alla finale di campionato nel 1953-1954 che si tenne a Tolosa contro il Cognac, e che fu vinto proprio grazie a una sua meta a 20 minuti dalla fine dell'incontro.
Nel 1987, Grenoble vinse la Coppa di Francia di rugby XV contro l'Agen sul punteggio di 26-7. Fu il secondo trofeo importante per il club.

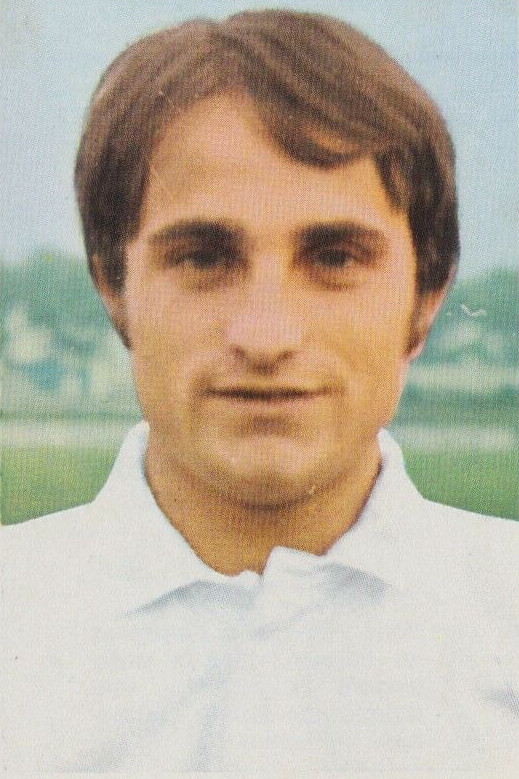
L'allenatore Jacques Fouroux privato del titolo di campione di Francia 1993 per errore arbitrale.

L'arrivo di coach Jacques Fouroux per la stagione 1992-1993, con Michel Ringeval in veste di allenatore associato, segna l'inizio di una nuova era: il cosiddetto Mammut Grenoble.
Nel 1993, Grenoble perse la finale del campionato contro il Castres Olympique con un punteggio di 14-11.
Dopo l'annullamento di una meta effettuata da Olivier Brouzet, la marcatura decisiva per il Castres venne segnata da Gary Whetton, quando in realtà il giocatore del Grenoble Hueber aveva toccato la palla verso il basso prima della suddetta meta. Questo errore diede il titolo a Castres.
L'arbitro, Daniel Salles, ammise il suo errore 13 anni dopo.
Grenoble ha giocato tre finali: 1918, 1954 e il 1993.

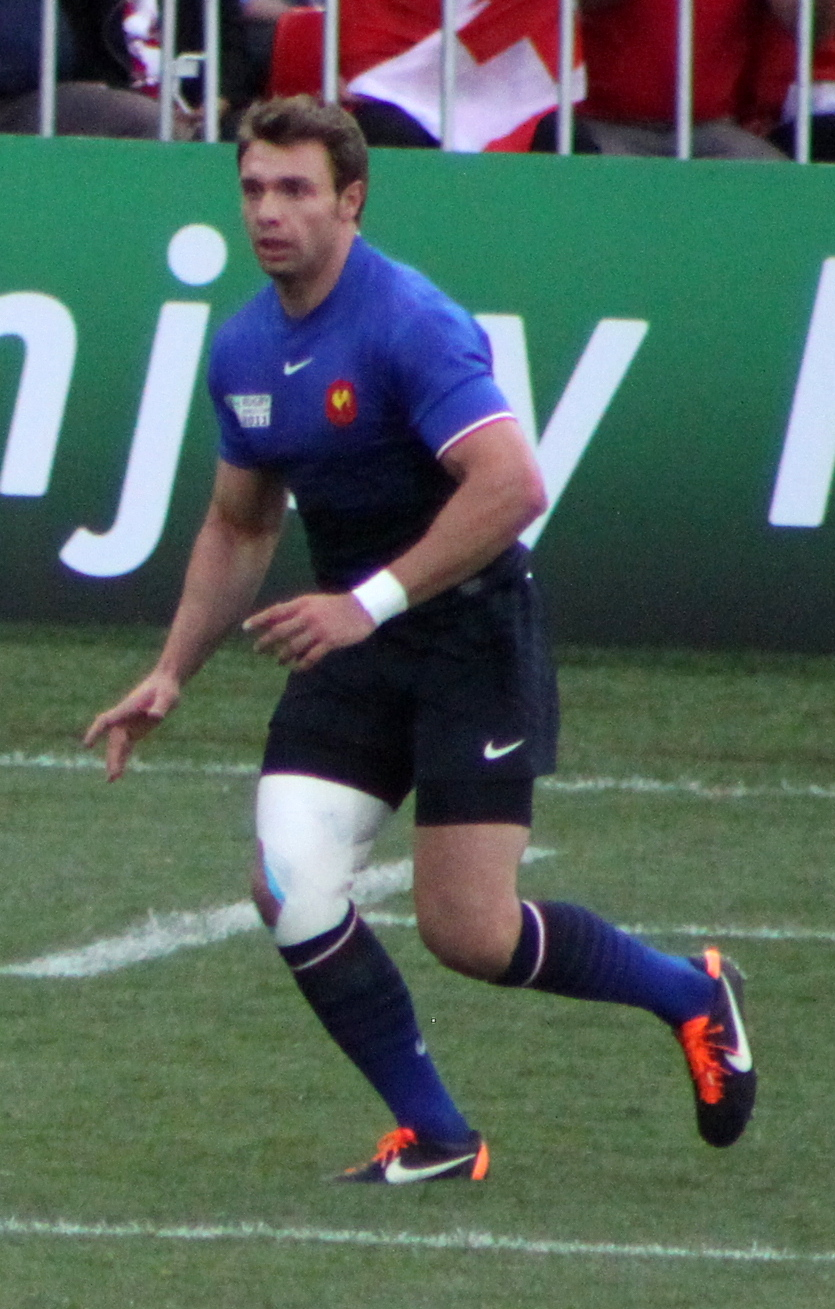
Vincent Clerc, uno dei simboli della formazione di Grenoble.

## Palmarès
- Campionati francesi: 1
  - Campioni: 1954
- Campionato francese di rugby a 15 Pro D2: 2
  - Campioni: 1951, 2012
- Coppe di Francia: 1
  - Campioni: 1987